# Comissão Eletrotécnica Internacional
A Comissão Eletrotécnica Internacional (em inglês:  International Electrotechnical Commission, IEC) é uma organização internacional de padronização de tecnologias elétricas, eletrônicas e relacionadas. Alguns dos seus padrões são desenvolvidos juntamente com a Organização Internacional para Padronização (ISO).
A sede da IEC, fundada em 1906, é localizada em Genebra, Suíça.

## Normas de padronização
Algumas normas elaboradas por este órgão:
- NBRIEC60439-1 — Conjunto de manobra e comando de baixa tensão em conformidade com um tipo ou sistema estabelecidos, sem desvios que influenciem significativamente o desempenho em relação àquele conjunto típico verificado que está em conformidade com os ensaios prescritos nas normas.

- NBRIEC60947-1 — Dispositivos de manobra e comando destinados a serem conectados a circuitos onde a tensão nominal não exceda 1 000 V Dc ou 1 500 V Ac.
- NBRIEC60947-2 — Disjuntores cujos contatos principais são previstos para serem conectados a circuitos com tensão nominal inferior a 1 000 V Ac. ou 1 500 V Dc, contém também requisitos adicionais para disjuntores com fusíveis incorporados. Aplica-se a disjuntores, quaisquer que sejam suas correntes nominais, métodos de construção ou aplicaçoes previstas.
- NBRIEC60947-7-2 — Especifica os requisitos para os conectores elétricos de condutores de proteção com função PE e conectores elétricos de proteção com função PEN igual ou superior a 10 mm, com dispositivos de aperto com ou sem parafuso, destinados principalmente a usos industriais.
- NBRIEC60269-1 — Condiçoes exigíveis para dispositivos-fusíveis limitadores de corrente, com capacidade de interrupção não inferior a 6 kA, destinados à proteção de circuitos de potência Ac, cuja tensão nominal não exceda 1 000 V, ou de circuitos Dc, cuja tensão nominal não ultrapasse 1 500 V.
- IEC 60898 — Disjuntores de baixa tensão, tensão máxima 440V.
- IEC 60934 — Disjuntores para equipamento.
- ISO/IEC 27001 — Provê requisitos para estabelecer, implementar, manter e melhorar continuamente o sistema de gestão de segurança da informação.